# 광전기화학
광전기화학(영어: Photoelectrochemistry)은 빛과 전기화학 시스템 간의 상호작용을 다루는 물리화학의 하위 분야이다. 이는 활발히 연구되고 있는 분야이다. 이 전기화학 분야의 선구자 중 한 명은 독일의 전기화학자 하인츠 게리셔였다. 재생 가능 에너지 변환 및 에너지 저장 기술 개발과 관련하여 이 분야에 대한 관심이 높다.

## 역사적 접근
광전기화학은 1차 석유 파동으로 인해 1970~80년대에 집중적으로 연구되었다. 화석연료는 재생 불가능하므로 재생 가능한 자원을 얻고 청정 에너지를 사용하는 공정을 개발할 필요가 있다. 인공 광합성, 광전기화학적 물 분해 및 재생형 태양 전지는 이 맥락에서 특별한 관심을 받고 있다. 광기전 효과는 알렉상드르 에드몽 베크렐이 발견했다.
하인츠 게리셔, H. 트리부슈, A.J. 노지크, A.J. 바드, 후지시마 아키라, 혼다 기이치, P.E. 라이비니스, K. 라제슈와르, T.J. 마이어, P.V. 카마트, N.S. 루이스, R. 멤밍, 존 보크리스는 광전기화학 분야에 많은 기여를 한 연구자들이다.

## 반도체 전기화학

### 서론
반도체 물질은 띠틈을 가지고 있으며, 흡수된 광자의 에너지가 반도체 띠틈 에너지보다 높으면 각 광자당 한 쌍의 전자와 정공을 생성한다. 반도체 물질의 이러한 특성은 태양 전지를 통해 태양 에너지를 전력량으로 변환하는 데 성공적으로 사용되었다.
광촉매에서는 전자-정공 쌍이 즉시 산화환원 반응을 구동하는 데 사용된다. 그러나 전자-정공 쌍은 빠른 재결합을 겪는다. 광전기촉매에서는 전자와 정공 사이의 재결합 수를 줄이기 위해 차등 전위가 인가된다. 이는 빛의 화학 에너지 변환 수율을 증가시킨다.

### 반도체-전해질 계면
반도체가 액체(산화·환원 종)와 접촉할 때, 정전기적 평형을 유지하기 위해 산화·환원 종의 정규 산화환원 전위가 반도체 띠틈 내에 있으면 반도체와 액체 상 사이에 전하 이동이 발생한다. 열역학적 평형 상태에서 반도체의 페르미 준위와 산화·환원 종의 정규 산화환원 전위는 반도체와 산화·환원 종 사이의 계면에서 정렬된다. 이는 N형 반도체/액체 접합(그림 1(a))의 경우 N형 반도체에서 상향 띠 굽힘을 유발하고 P형 반도체/액체 접합(그림 1(b))의 경우 P형 반도체에서 하향 띠 굽힘을 유발한다. 반도체/액체 접합의 이러한 특성은 정류형 반도체/금속 접합 또는 쇼트키 접합과 유사하다. 이상적으로 반도체/액체 계면에서 좋은 정류 특성을 얻으려면 정규 산화환원 전위가 N형 반도체의 경우 반도체의 원자가 띠에 가깝고 P형 반도체의 경우 반도체의 전도 띠에 가까워야 한다. 반도체/액체 접합은 정류형 반도체/금속 접합보다 한 가지 장점이 있는데, 빛이 반사 없이 반도체 표면으로 통과할 수 있다는 점이다. 반면 반도체/금속 접합에서는 대부분의 빛이 금속 표면에서 반사된다. 따라서 반도체/액체 접합은 고체 PN 접합 장치와 유사하게 태양 전지로도 사용될 수 있다. N형 및 P형 반도체/액체 접합 모두 태양 에너지를 전력량으로 변환하는 광전지 장치로 사용될 수 있으며, 이를 광화학전지라고 한다. 또한 반도체/액체 접합은 반도체/액체 접합에서의 광전기분해에 의해 태양 에너지를 화학 에너지로 직접 변환하는 데에도 사용될 수 있다.

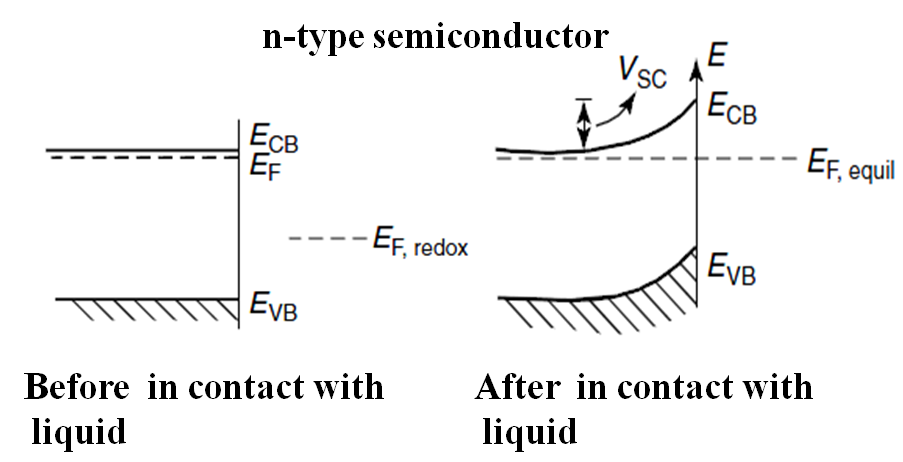
그림 1(a) N형 반도체/액체 접합의 띠 도표
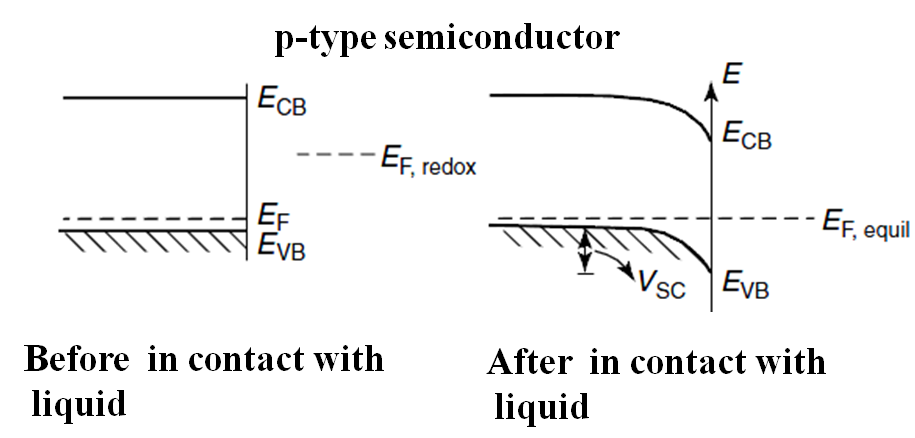
그림 1(b) P형 반도체/액체 접합의 띠 도표

### 실험 장치
반도체는 일반적으로 광화학전지에서 연구된다. 3전극 장치를 사용한 여러 구성이 존재한다. 연구 대상 현상은 작동 전극(WE)에서 발생하며, 차등 전위는 WE와 기준 전극(RE, 포화 칼로멜, Ag/AgCl) 사이에 인가된다. 전류는 WE와 상대 전극(CE, 탄소 유리, 백금 망) 사이에 측정된다. 작동 전극은 반도체 물질이며, 전해질은 용매, 전해질 및 산화·환원 종으로 구성된다.
작동 전극을 조명하는 데는 일반적으로 UV-Vis 램프가 사용된다. 광전기화학 전지는 일반적으로 빛을 흡수하지 않기 때문에 석영 창으로 만들어진다. 단색화 장치를 사용하여 WE로 보내지는 파장을 제어할 수 있다.

## 광전기화학에 사용되는 주요 흡수체

### 반도체 IV
C(다이아몬드), Si, Ge, SiC, SiGe

### 반도체 III-V
BN, BP, BAs, AlN, AlP, AlAs, GaN, GaP, GaAs, InN, InP, InAs...

### 반도체 II-VI
CdS, CdSe, CdTe, ZnO, ZnS, ZnSe, ZnTe, MoS2, MoSe2, MoTe2, WS2, WSe2

### 금속 산화물
TiO2, Fe2O3, Cu2O

### 유기 염료
메틸렌 블루...

### 페로브스카이트
최근 123 cm2 이상의 면적을 가진 확장 가능한 모든 페로브스카이트 기반 PEC 광전기화학 시스템이 태양 수소 패널로 개발되었다.

## 응용 분야

### 광전기화학적 물 분해
광전기화학은 물과 태양 에너지로부터 수소 생산 분야에서 집중적으로 연구되어 왔다. 물의 광전기화학적 분해는 1972년 후지시마와 혼다가 TiO2 전극에서 처음 발견했다. 최근 많은 물질들이 효율적인 물 분해에 유망한 특성을 보였지만, TiO2는 저렴하고 풍부하며 광부식에 대한 안정성을 유지한다. TiO2의 주요 문제는 결정성(아나타제 또는 루틸)에 따라 3 또는 3.2 eV인 띠틈이다. 이 값들은 너무 높아 UV 영역의 파장만 흡수될 수 있다. 태양 파장으로 물을 분해하는 이 물질의 성능을 높이려면 TiO2를 감광시키는 것이 필요하다. 현재 양자점 감광은 매우 유망하지만, 효율적으로 빛을 흡수할 수 있는 새로운 물질을 찾기 위한 더 많은 연구가 필요하다.

### 이산화 탄소의 광전기화학적 환원
광합성은 빛을 사용하여 CO2를 탄화수소 화합물(예: 설탕)로 변환하는 자연 과정이다. 화석연료의 고갈은 과학자들이 탄화수소 화합물을 생산하기 위한 대안을 찾도록 장려한다. 인공 광합성은 이러한 화합물을 생산하기 위해 자연 광합성을 모방하는 유망한 방법이다. CO2의 광전기화학적 환원은 전 세계적인 영향 때문에 많은 연구가 이루어지고 있다. 많은 연구자들이 안정적이고 효율적인 광양극과 광음극을 개발하기 위한 새로운 반도체를 찾고자 한다.

### 재생 전지 또는 염료 감응 태양 전지 (그라첼 전지)
염료감응형 태양전지 또는 DSSC는 TiO2와 염료를 사용하여 빛을 흡수한다. 이러한 흡수는 전자-정공 쌍의 형성을 유도하며, 이는 동일한 산화·환원 쌍(일반적으로 I−/I3−)을 산화 및 환원하는 데 사용된다. 결과적으로 차등 전위가 생성되어 전류를 유도한다.